# 최후의 판결
《최후의 판결》(영어: Nuts)은 미국에서 제작된 마틴 릿 감독의 1987년 법률 드라마 영화이다. 바브라 스트라이샌드가 제작, 주연, 음악을 맡았다. 방영명은 너츠이다. 칼 몰든과 로버트 웨버의 마지막 영화 출연작이다.

## 출연진
- 바브라 스트라이샌드 - 클로디아 드레이퍼 역
- 리처드 드라이퍼스 - 에런 러빈스키 역
- 모린 스테이플턴 - 로즈 커크 역
- 칼 몰든 - 아서 커크 역
- 일라이 월럭 - 허버트 모리슨 의사 역
- 로버트 웨버 - 프랜시스 맥밀런 역
- 제임스 휘트모어 - 스탠리 머독 판사 역
- 레슬리 닐슨 - 앨런 그린 역
- 윌리엄 프린스 - 클래런스 미들턴 역
- 데이킨 매슈스 - 로런스 복스 판사 역
- 엘리자베스 호프먼 - 존슨 의사 역
- 폴 벤저민

## 기타 제작진
- 배역: 매리언 도허티
- 미술: 조엘 실러
- 의상: 조 I. 톰프킨스